# Benighted
I Benighted sono un gruppo musicale francese formato a Saint-Étienne nel maggio 1998.

## Storia
Il gruppo è stato particolarmente influenzato dai Cannibal Corpse e dalla band, Marduk. I testi delle loro canzoni sono molto psicologici. Pubblicarono il loro album di debutto nel 2000: da Psychose iniziarono ad utilizzare tecniche di death metal. Il loro terzo album, 
, Insane Cephalic Production, prodotto dalla Adipocère Records, ebbe un maggior successo. 
Il quarto album, Identisick venne pubblicato nell'agosto 2006 sempre con Adipocère Records. Quest'album è inoltre disponibile in un'edizione limitata, contientente un DVD bonus con apparizioni dal vivo e registrazioni in studio. Nell'ottobre 2007 i Benighted pubblicarono, Terrorize the Sick Tour con i Kronos e i Recueil Morbide per la promozione sul territorio nazionale.

## Formazione

### Formazione attuale
- Julien Truchan - voce (1998-attualmente)
- Olivier Gabriel - chitarra (1998-attualmente)
- Liem N'Guyen - chitarra (e occasionalmente basso) (1998-attualmente)
- Eric Lombard - basso (2004-attualmente)
- Kevin Foley - batteria (2006-attualmente)

### Ex componenti
- Fred Fayolle - batteria
- Rémi Aubrespin - basso
- Chart - basso
- Bertrand - basso

## Discografia

### Album
- 2000 - Benighted
- 2002 - Psychose
- 2003 - Insane Cephalic Production
- 2006 - Identisick
- 2007 - Icon
- 2007 - Terrorize the Sick Tour (con i Kronos e i Recueil Morbide)
- 2011 - Asylum Cave
- 2014 - Carnivore Sublime
- 2017 - Necrobreed